# W・H・C・ホワイティング
ウィリアム・ヘンリー・チェイス・ホワイティング（英:William Henry Chase Whiting、1824年3月22日-1865年3月10日）は、アメリカ陸軍の職業軍人であり、アメリカ陸軍工兵司令部で16年間勤めた後に除隊し、南北戦争の時は南軍で仕えた。

## ウェストポイントと工兵士官
ホワイティングは、尊敬される砲兵士官のレビ・ホワイティングとメアリー・A・ホワイティング夫妻の息子として生まれた。12歳でマサチューセッツ州ボストンのボストン・イングリッシュ・ハイスクールを傑出した生徒として卒業し、16歳の時にはワシントンD.C.のジョージタウン・カレッジ（現在はジョージタウン大学）を卒業した。ウェストポイントの陸軍士官学校ではその教官達に印象を与え続け、1845年に同期の中で1番の成績で卒業した。
ホワイティングは工兵の少尉に任官され、メリーランド州やフロリダ州の海岸防衛施設の建設に関わり、テキサス州西部の辺境にある砦までの軍事道路の測量を行った。テキサス州のデイビス砦で勤務した。アメリカ陸軍のためにビッグベンド地域を測量したことでは初めての者となった。1853年に中尉に昇進し、西部へ派遣され、サンフランシスコの港湾要塞を建設し、1856年まで太平洋岸防衛のための工兵委員会に務めた。南北戦争前の5年間は、ノースカロライナ州、サウスカロライナ州、ジョージア州およびフロリダ州で河川、運河および港湾の改良に携わった。1858年に工兵の大尉に昇進した。

## 南北戦争
ホワイティングは、サムター要塞の戦いが行われる数週間前の1861年2月20日に除隊し、南軍で工兵少佐に指名された。チャールストン港の防衛度を改良した後、シェナンドー軍と第一次ブルランの戦いの技師長としてジョセフ・ジョンストン少将の下に仕えた。1861年8月には准将に昇進した。後にはセブンパインズの戦いで1個師団を指揮し、ストーンウォール・ジャクソンの2回目のバレー方面作戦を支援するために急速に師団を移動させ、またその師団と共にバージニア半島に鉄道で戻って、ゲインズミルの戦いやマルバーンヒルの戦いを戦った。
ホワイティングはノースカロライナ州ウィルミントンのやや何事もないような軍事地区軍の指揮を任され、1864年5月に少将として短期間ピーターズバーグ防衛に関わった以外、その職に留まり続けた。

## フィッシャー砦
1865年初め、ホワイティングは北軍アルフレッド・テリー少将の部隊に対してそのケープフェア地区を防衛することになった。テリーはユリシーズ・グラント将軍に選ばれ、ジェームズ軍から暫定軍団9,000名を率いた。デイビッド・ディクソン・ポーター海軍少将は12月の失敗した試み（第一次フィッシャー砦の戦い）の後で、北大西洋封鎖船隊の60隻の艦船を率いてノースカロライナ海岸のフィッシャー砦に戻ってきた。
ホワイティングは、南軍のこの方面の指揮官ブラクストン・ブラッグ将軍に援軍を送ってくれるよう要請した。ブラッグはウィルミントンを守るために必要と考えていたので、その軍隊を減らしたくはなかった。最終的にはウィリアム・ラム大佐が守るフィッシャー砦に援軍を送り砦の守備隊は1,900名になった。ロバート・ホーク少将配下の6,400名の1個師団が砦の北の半島に駐屯していた。ホワイティングは自ら砦に行って指揮官に「ラムよ、貴方と運命を共にするために来た。貴方とその守備隊は犠牲になる」と告げた。
1865年1月13日、第二次フィッシャー砦の戦いは北軍海軍の艦砲射撃で始まり、キダー・R・ブリーズ海軍中佐に率いられた水兵と海兵が上陸したが、ホワイティングは自ら守備隊を指揮しこの攻撃隊を壊走させた。しかし、北軍の陸軍が砦の中に雪崩れ込み、南軍は砦の一角に追い詰められた。ホワイティングは砦の裂け目や内部に北軍攻撃部隊が溢れるのを見て、この機を自ら反撃隊を率いる時だと判断した。北軍兵に突撃する間、何度も降伏要求を受けたが、その度に拒否し、銃弾に当たって致命傷を負った。戦闘はその後も長時間続き、ホワイティングはブラッグ将軍に最後の援兵要請の伝令を派遣した。ブラッグはまだフィッシャー砦が落ちていないと信じ、ホワイティングの要求にも倦んでいたので、アルフレッド・コルキット准将を派遣してホワイティングを解任し、フィッシャー砦の指揮を引き継ぐよう指示した。午後9時半、コルキットが砦の南基礎に上陸したときは、ラム、ホワイティングおよび負傷した南軍兵がブキャナン砲台まで押し込まれた時だった。砦は午後10時になって陥落した。
ホワイティングはこのフィッシャー砦を落とされた時に捕まり、捕虜収容所の監房から上官であるブラクストン・ブラッグ将軍の行動について調査を要求した。砦が北軍に襲われているときに、ブラッグが北軍の後方をロバート・ホーク少将の師団を使って攻撃させなかったことで、ホワイティングは激怒した。
ホワイティングは砦の守備隊と共に捕らえられ、それまでの従軍で体力が消耗しており、またフィッシャー砦で脚を負傷したこともあって、1865年3月10日、ニューヨーク港ガバナーズアイランドにあるコロンバス砦の陸軍病院で、赤痢のために死亡した。ホワイティングは数マイル離れたブルックリンのグリーン・ウッド墓地に埋葬された。ホワイティングの妻ケイトは1900年にその遺骸を掘り出し、ノースカロライナ州ウィルミントンのオークデール墓地に移した。
ホワイティングの兄弟ジャスパーは南軍に従軍している間に戦病死し、同じくロバートはホワイティングが最初に埋葬されたグリーン・ウッド墓地の管理をしていた。